# 花37線
花37線（壽豐溪－南平），起點花蓮縣壽豐鄉溪口村（新豐平大橋北端），終點花蓮縣花蓮縣鳳林鎮南平里二林，原光榮-平和路段改編入花41線。該路段原為台九線花東公路路段，因新豐平大橋2012年8月開通後截彎取直而解編原省道台九線路線。起點於新豐平大橋北端銜接台九線花東公路，終點於台鐵南平車站南端再與台九線花東公路銜接。
原路段為池南－平和，2019年12月18日時中華民國交通部公告調整為花蓮縣鄉道，全長5.920公里。

## 路線特色
本鄉道原為台九線花東公路舊路段，途經衛福部玉里醫院溪口復健園區、林榮遊憩區、花蓮縣肉品市場股份有限公司、林榮車站舊址、南平車站。
因新豐平大橋2012年8月開通後截彎取直而將台九線花東公路改線（穿越新光兆豐農場部分土地），致使本路段行經之林榮里跟南平里兩社區因車流減少而沒落，林榮遊憩區因而閒置多年。

## 路線地名
- 壽豐鄉：溪口村（新豐平大橋北端，接 台9線花東公路）→衛福部玉里醫院溪口復健園區→豐平橋（壽豐鳳林鎮界）
- 鳳林鎮：南平里林榮路→林榮遊憩區、花蓮縣肉品市場股份有限公司（花42線共線起點，左往新光兆豐農場及林榮車站）→林榮社區（花42線共線終點，右往萬榮鄉西林村及林榮車站舊址）→水車寮（左接花44線）→平林陸橋→自強路→南平車站→南平里二林終點（接 台9線花東公路）